# Cruz Quebrada - Dafundo
Cruz Quebrada - Dafundo é uma vila portuguesa que foi sede da extinta Freguesia de Cruz Quebrada-Dafundo do Município de Oeiras, freguesia que tinha 3,00 km² de área e 6 393 habitantes (2011), e, portanto, uma densidade populacional de 2 131 hab./km².
A Freguesia de Cruz Quebrada-Dafundo foi extinta (agregada) pela reorganização administrativa de 2012/2013, sendo o seu território integrado na então criada União das Freguesias de Algés, Linda-a-Velha e Cruz Quebrada/Dafundo.
A Freguesia de Cruz Quebrada-Dafundo foi oficialmente criada em 11 de junho de 1993, por desmembramento da freguesia de Carnaxide. Como o próprio nome indica é constituída pelas localidades de Cruz Quebrada e Dafundo, entre outras mais pequenas.
Por outro lado, a povoação de Cruz Quebrada-Dafundo foi elevada à categoria de vila no ano de 2011, tendo como proponentes deputados do Grupo Parlamentar do Partido Socialista no tempo em que Paulo Freitas do Amaral era presidente de Junta de Freguesia da Cruz Quebrada-Dafundo.
Tem por orago o Senhor Jesus dos Aflitos.

## População
| População da freguesia da Cruz Quebrada-Dafundo | População da freguesia da Cruz Quebrada-Dafundo | População da freguesia da Cruz Quebrada-Dafundo | População da freguesia da Cruz Quebrada-Dafundo | População da freguesia da Cruz Quebrada-Dafundo | População da freguesia da Cruz Quebrada-Dafundo | População da freguesia da Cruz Quebrada-Dafundo | População da freguesia da Cruz Quebrada-Dafundo | População da freguesia da Cruz Quebrada-Dafundo | População da freguesia da Cruz Quebrada-Dafundo | População da freguesia da Cruz Quebrada-Dafundo | População da freguesia da Cruz Quebrada-Dafundo | População da freguesia da Cruz Quebrada-Dafundo | População da freguesia da Cruz Quebrada-Dafundo | População da freguesia da Cruz Quebrada-Dafundo |
| ----------------------------------------------- | ----------------------------------------------- | ----------------------------------------------- | ----------------------------------------------- | ----------------------------------------------- | ----------------------------------------------- | ----------------------------------------------- | ----------------------------------------------- | ----------------------------------------------- | ----------------------------------------------- | ----------------------------------------------- | ----------------------------------------------- | ----------------------------------------------- | ----------------------------------------------- | ----------------------------------------------- |
| 1864                                            | 1878                                            | 1890                                            | 1900                                            | 1911                                            | 1920                                            | 1930                                            | 1940                                            | 1950                                            | 1960                                            | 1970                                            | 1981                                            | 1991                                            | 2001                                            | 2011                                            |
|                                                 |                                                 |                                                 |                                                 |                                                 |                                                 |                                                 |                                                 |                                                 |                                                 |                                                 |                                                 |                                                 | 6 591                                           | 6 393                                           |

Criada pela Lei n.º 17-H/93,  de 11 de Junho, com lugares desanexados da freguesia de Carnaxide

## Património
- Ponte do século XVII sobre o Rio Jamor
- Aquário Vasco da Gama
- Palacete de Santa Sofia
- Quinta e Palácio de S. Mateus
- Casa de Archer de Lima ou “Chalet Petit Auberge”
- «Complexo Desportivo do Jamor» 🔗. , onde se localiza o Estádio Nacional mas que compreende também instalações tão diversas como uma piscina olímpica, vários campos de ténis (neles se realiza o Open do Estoril), campos de râguebi e de golfe, pista de canoagem, carreira de tiro e circuitos de BTT.
- Faculdade de Motricidade Humana da Universidade Técnica de Lisboa.
- Farol do Esteiro

## Curiosidades

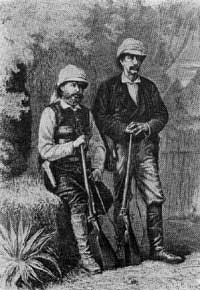
Roberto Ivens (de pé) com Hermenegildo Capelo.

Roberto Ivens (1850 – 1898), notável explorador português, viveu e faleceu na Casa do Cedro no Dafundo. Em 1884 empreendeu com Hermenegildo Capelo uma expedição de quatorze meses pelo interior da África, percorrendo cerca de 4500 milhas geográficas, de Angola a Moçambique, e fazendo o reconhecimento geográfico, importantes colheitas de fósseis, minerais e história natural. Foram recebidos como heróis em Lisboa, a 16 de Setembro de 1885, e registaram esta expedição no livro De Angola à Contra-costa.
Almeida Garrett viveu na Quinta do Rodízio, onde terá escrito “Folhas Caídas”, em 1845 estreou, num salão particular no Dafundo o seu "Profecias de Bandarra" e em 1847 escreve a peça “ O Noivado no Dafundo”.
Aquilino Ribeiro residiu na Cruz Quebrada, onde escreveu algumas das suas obras.
O Dafundo foi famoso pela sua praia, que era um elegante destino turístico, em finais do século XIX. Eça de Queirós fala do Dafundo em vários dos seus livros, sempre como sítio de bons ares, onde se ia comer, beber e "às espanholas":
- – Ainda ontem eu lhe dizia: «Você parte para o Dafundo, leva os seus papéis, os seus documentos… Pela manhã dá os seus passeios, respira o bom ar… [...]» – “Os Maias”, cap. VI.
- – Quando penso que aquela desavergonhada vem a minha casa! Uma criatura que tem mais amantes que camisas, que anda pelo Dafundo em troças, que passeava nos bailes, este ano, de dominó, com um tenor! A mulher do Zagalão, um devasso que falsificou uma letra! – “O Primo Basílio”, cap. II.
- – Ah! se tu conhecesses a minha pátria!… E olha que sou capaz de te levar! Em Lisboa é que é! Vai-se ao Dafundo, ceia-se no Silva… Isto aqui é uma choldra! [...] – “A Relíquia”, cap. II.